# Señor de Gualamita
El Señor de la Gualamita es una fiesta conmemorativa peruana, de carácter religioso, que se lleva a cabo cada 14 de septiembre, en el distrito de Lamud, provincia de Luya, región Amazonas.

## Historia
Según las historias populares, unos viajeros provenientes del Cuzco que seguían un antiguo camino inca hacia la ciudad de Quito, se extraviaron en las alturas de lo que hoy es la provincia de Luya y decidieron tomar un descanso en la localidad llamada Cuémal, que en la actualidad es el distrito de Lamud. Su viaje tenía como objetivo trasladar una imagen de Cristo hasta la ciudad ecuatoriana, la misma que había sido encontrada en una iglesia abandonada en Cuzco. No obstante, debido a los muchos percances,necesitaban descansar y reponer energías para continuar con su peregrinaje. El jefe de la familia de los viajeros, Don Luis Vallejos, les mostró la imagen a los pobladores que fueron atraídos por la curiosidad de ver gente extraña en sus tierras y luego de conocer la historia, decidieron brindar hospedaje a esta familia. Una vez recuperados, se dispusieron a continuar con su trayecto, sin embargo, la caja con la imagen santa se hizo demasiado pesada y se quedó en esta zona hasta la actualidad con el nombre de “Gualamita”. 
Además, se construyó una capilla y algunas casas para que sirvan de refugio a los viajeros. Con el pasar del tiempo, esta escultura de Cristo logró conquistar la fe de los pobladores convirtiéndose en una festividad religiosa de importancia en la provincia.
Esta fiesta patronal se desarrolla durante todo el mes de septiembre. Su día central es el 14, fecha en que el Patrón sale a las calles en su anda y recorre las calles en una multitudinaria procesión a la que llegan personas de diferentes pueblos movidas por su fe.